# Jean-Edern Hallier

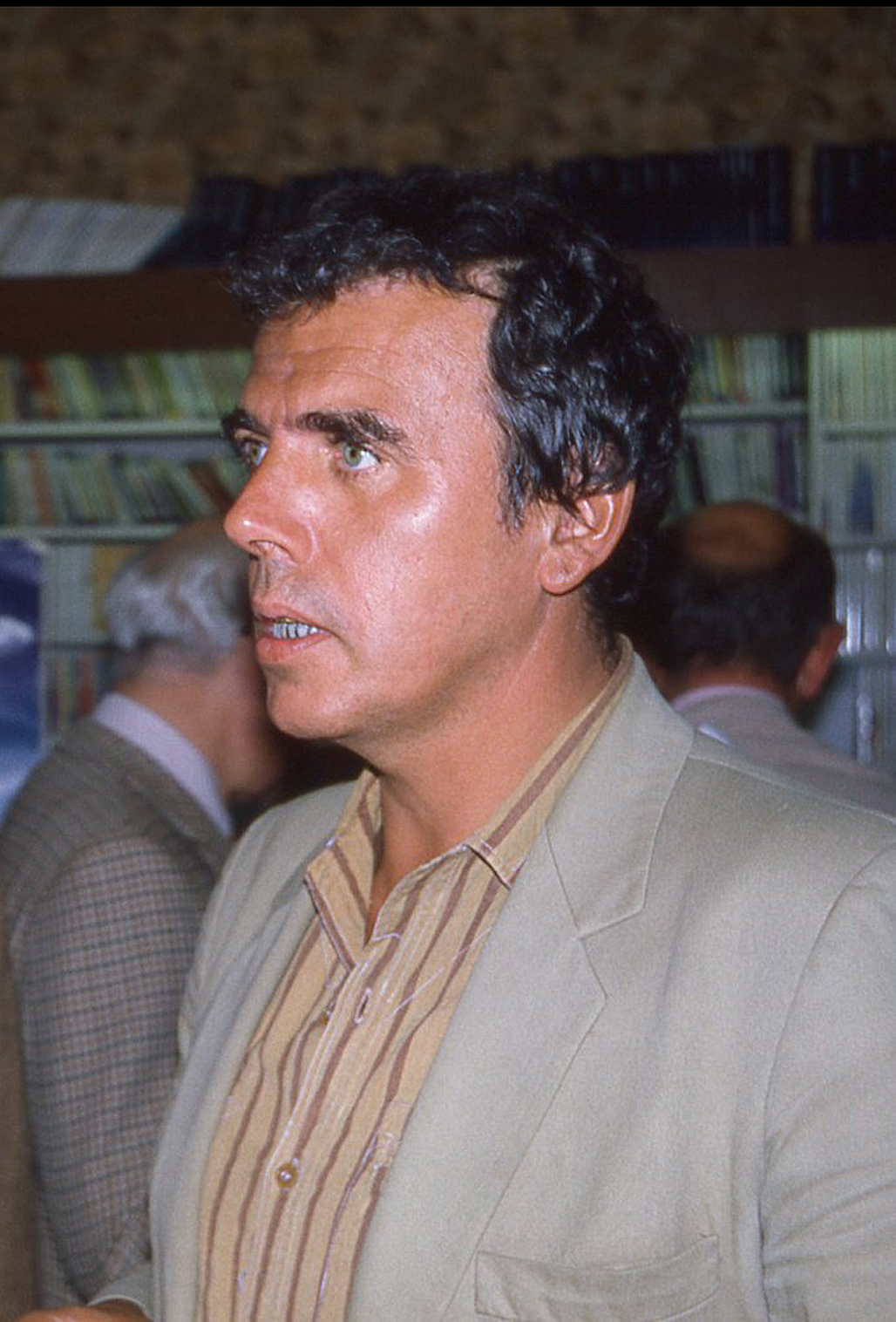
Jean-Edern Hallier

Jean-Edern Hallier (* 1. März 1936 in Saint-Germain-en-Laye; † 12. Januar 1997 in Deauville) war ein französischer Schriftsteller und Journalist.

## Leben
Hallier wurde am 1. März 1936 als Sohn des französisch-ungarischen Generals André Hallier (1892–1988) in einer wohlhabenden Familie geboren. Er studierte in Paris und Oxford. Zusammen mit Philippe Sollers gründete er 1960 die literaturkritische Bewegung Tel Quel und die gleichnamige Zeitschrift.
Im Jahr 1963 veröffentlichte er seinen ersten Roman, Les aventures d’une jeune fille (deutsch: Die Abenteuer eines jungen Mädchens). Er war Herausgeber der Satirezeitschrift L’Idiot international.
Hallier war als Herausgeber maßgeblich an der Auseinandersetzung zwischen den klassischen Positionen der faschistischen Rechten und der kommunistischen Linken in Frankreich beteiligt. Er galt als politischer Provokateur und bewegte sich in seinen satirischen Äußerungen oft zwischen Fantasie und Wirklichkeit. Allerdings erwiesen sich einige seiner zunächst als Provokation aufgefassten Thesen im Nachhinein als real, wie etwa die Existenz einer außerehelichen Tochter François Mitterrands und Lauschangriffe des Élysée-Palasts, also des französischen Präsidialamts, gegen Jacques Chirac.
Hallier starb am 12. Januar 1997 in Deauville nach einem Sturz mit dem Fahrrad.

## Werke (Auswahl)
- Der zuerst schläft, weckt den anderen (Originalausgabe: Le premier qui dort réveille l’autre, 1977). Aus den Französischen von Eva Rechel-Mertens, Suhrkamp, Frankfurt 1980, ISBN 3-518-03019-1.
- L’Évangile du fou: Charles de Foucauld, le manuscrit de ma mère morte. Roman, Albin Michel, Paris 1986, ISBN 2-226-02625-8.
- La force d’âme; suivi de L’honneur perdu de François Mitterrand (in der Reihe Collection L’idiot international, Nr. 1). Belles Lettres, Paris 1992, ISBN 2-251-45000-9.